# زیردریایی کلاس نپتون
سابمارین کلاس نپتون (به انگلیسی: Neptun-class submarine) یک کلاس از زیردریایی است که طول آن 62,6 m می‌باشد.